# 物联网
物聯網（英語：Internet of Things，簡稱IoT）是一種計算設備、機械、數位機器相互關聯的系統，具備通用唯一辨識碼（UUID），並具有通過網路傳輸數據的能力，無需人與人、或是人與設備的互動。
物聯網將現實世界數位化，應用範圍十分廣泛。物聯網可拉近分散的資料，統整物與物的數位資訊。物聯網的應用領域主要包括以下方面：運輸和物流、工業製造、健康醫療、智慧環境（家庭、辦公、工廠）、個人和社會領域等。
物聯網為受各界矚目的新興領域，但安全性是物聯網應用受到各界質疑的主要因素，主要的質疑在於物聯網技術正在快速發展中，但其中涉及的安全性挑戰，與可能需要的法規變更等，目前均相當欠缺。

## 歷史
物聯網的概念可以追溯到1980年代初期，全球第一台隱含物聯網概念的裝置為位於卡内基·梅隆大学的可樂販賣機，它連接到網際網路，可以在網路上檢查庫存，以確認還可供應的飲料數量。馬克·維瑟（Mark Weiser）於1991年發表了「21世紀的電腦」（The Computer of the 21st Century）論文，當中揭櫫普及計算的概念，為物聯網的發展拓展了重要的道路。
雷扎·拉吉（Reza Raji）1994年在IEEE綜覽中發表「可控制的智慧網路」（Smart networks for control）論文，當中提出了概念「可將小量的數據封包匯集至一個大的節點，這樣就可以整合與自動化各種設施，從家用電器乃至於整座工廠」。
在1993年至1997年之間，幾家公司提出了多種解決方案，例如Microsoft at Work、Novell NEST。比爾·喬伊（Bill Joy）1999年在世界經濟論壇上提出六網（Six Webs）架構，其中第六項「D2D，Device to Device」描繪了物聯網更具體的發展構想。

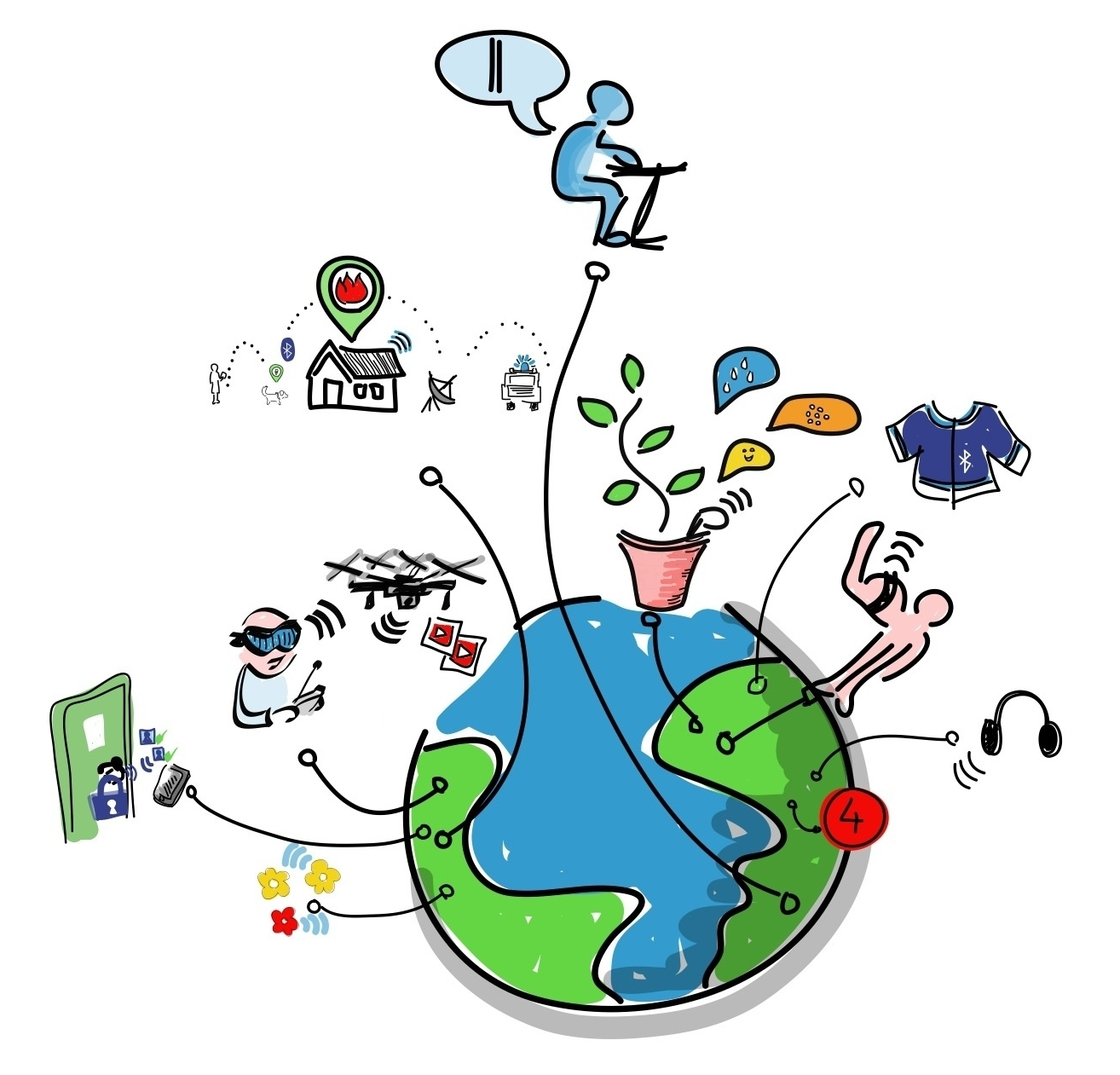
物聯網概念圖

最早提出「物聯網（Internet of things）」這個名稱的人可能已經很難斷定，但任職於寶鹼公司的前瞻技術開發者凱文·阿什頓（Kevin Ashton）說，他自己應該是最早明確使用「物聯網」名稱的人，1999年他在寶鹼公司所做一次演講的標題即為「Internet of things」。他並表示，相較於「Internet of things」，他自己更喜歡「Internet for things」這個名稱。當時，他認為射頻識別對於物聯網至關重要，這將使電腦可以管理所有個別物體。
思科系統認為物聯網僅為一個「時間點」的概念，這個時間點出現在「連上網際網路的事物或物件，大於連上網路的人數」，換句話說這是物聯網的誕生時間。思科系統估計這個「時間點」大約落在2008年至2009年之間，「上網物件/上網人數」的比例在2003年為0.08，到了2010年為1.84。
部分人士認為金屬氧化物半導體場效電晶體（MOSFET）技術的進步是促成物聯網快速發展的推手。主要的論點在於MOSFET到了21世紀製程已可微縮至奈米等級，大幅降低了功耗，而低功耗設計正是物聯網中的感測器可否被廣泛運用的關鍵因素。除了MOSFET之外，絕緣層上覆矽（silicon-on-insulator）與多核心處理器技術的發展，也是促成物聯網普及的原因.

## 技術

物聯網技術路線圖

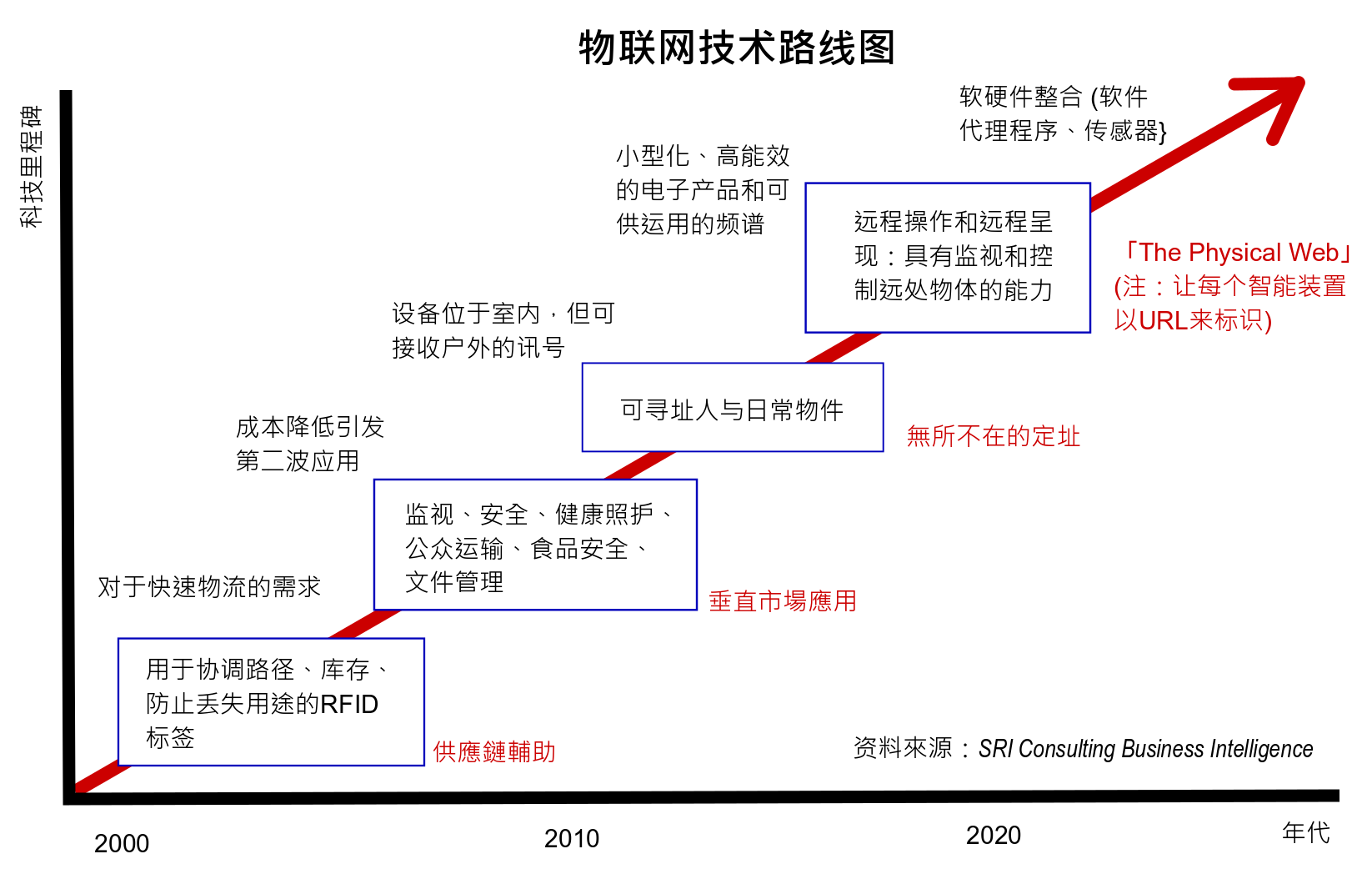
物联网技术路线图

### 技術路線
技術路線（Technology Roadmap）指對於技術未來發展方向的預測。在物聯網領域，廣泛被各國政府與機構引用的技術路線為顧問公司SRI Consulting描繪之物聯網技術路線，其依據時間軸可分為四個階段：供應鏈輔助、垂直市場應用、無所不在的定址（Ubiquitous positioning），最後可以達到「The Physical Web」（意即讓物聯網上的每一個智慧裝置都以URL來標示）。

### 架構
物聯網的架構一般分為三層或四層。三層之架構由底層至上層依序為感測層、網路層與應用層；四層之架構由底層至上層依序為感知設備層（或稱感測層）、網路連接層（或稱網路層）、平台工具層與應用服務層。三層與四層架構之差異，在於四層將三層之「應用層」拆分成「平台工具層」與「應用服務層」，對於軟體應用做更細緻的區分。

### 感測層

#### 定址資源
物聯網的實現，需要給每一個連上物聯網的物件分配唯一的標識或地址。最早的概念是由無線射頻辨識標籤和電子產品代碼所發展出來的。現在物聯網與網際網路連結後，由於預估需要大量的IP地址，目前主流的IPv4地址空間有限，因此物聯網中的物件傾向使用下一代互聯網協議（IPv6），以提供足夠的位址空間，IPv6對於物聯網的發展扮演重要角色。

### 網路層
物聯網有多種聯網技術可供選擇，依照有效傳輸距離可區分為短距離無線、中距離無線、長距離無線，以及有線技術：

#### 短距離無線
- 藍牙網狀網路（Bluetooth mesh networking）– 規範採用藍牙技術的網狀網絡，可增加節點數，並提供標準化的應用層[28]。
- 光照上網技術（Li-Fi）– 與Wi-Fi標準相似的無線通信技術，但使用可見光通訊以增加頻寬[29]。
- 近場通訊（Near-field communication，NFC）– 使兩個電子設備能夠在4公分範圍內進行通訊的通訊協議[30]。
- 無線射頻辨識（Radio-frequency identification，RFID）– 使用電磁場存取無線射頻辨識（RFID）標籤中數據的技術[31]。
- Wi-Fi – 基於IEEE 802.11標準的無線區域網路技術[32]。
- ZigBee – 基於IEEE 802.15.4標準的個人區域網路通訊協議，具有低功耗，低數據速率，低成本的特性[33]。
- Z-Wave – 主要應用於智慧家庭和安全應用的無線通訊協議[34]。

#### 中距離無線
- 進階長期演進技術（LTE-Advanced）– 高速蜂巢式網路的通信規範。通過擴展的覆蓋範圍，提供更高的數據傳輸量和更低的延遲[35]。
- 5G - 新一代行動通訊技術，提供高資料速率、減少延遲、節省能源、提高系統容量和大規模裝置連接[36]。

#### 長距離無線
- 低功率廣域網路（Low-Power Wide-Area Network，LPWAN）– 提供低資料速率與遠程通訊，降低功耗和傳輸成本。可用的LPWAN技術和協議分為使用授權頻段的NB-IoT，以及使用非授權頻段的LoRa、Sigfox、Weightless（英语：Weightless (wireless communications)）、Random Phase Multiple Access（RPMA）、IEEE 802.11ah等[37]。
- 甚小孔徑終端（Very Small Aperture Terminal, VSAT）– 使用小型碟型天線，透過人造衛星傳輸之通訊技術[38]。

#### 有線
- 乙太網路（Ethernet）– 基於IEEE 802.3標準的技術，可使用雙絞線、光纖連接至集線器或網路交換器[39]。
- 電力線通信（Power Line Communication，PLC）– 以電纜傳輸電力和數據的通訊技術，有HomePlug或G.hn等標準[40]。

### 應用層
應用層在物聯網四層架構中可再細分為「平台工具層」與「應用服務層」。平台工具層為底層的軟體平台，作為應用服務層與網路層的介面，以支持各類的軟體應用。可歸類於「平台工具層」包括大數據、區塊鏈、軟體定義網路、軟體定義儲存、軟體定義資料中心、安全通訊、防毒軟體、人工智慧相關（如自然語言處理、深度學習、語音辨識、圖型識別、電腦視覺...）等；應用服務層針對不同的應用需求，直接呈現原始資料，或經過加值處理，藉由人機介面提供使用者，或是對應的硬體/軟體目標得到想要的資訊。可歸類於「應用服務層」包括虛擬實境/擴增實境、人機互動、服務導向架構、永續發展相關（生命週期評估、節能、碳足跡...）等。
在應用層中，通常使用多種程式語言撰寫應用程序，使用HTTPS與OAuth之協定。在平台後端使用各種形式的資料庫系統，例如時間序列數據或是後端數據存儲系統（如Cassandra、PostgreSQL等）。
大多數的物聯網系統均是建構在雲端運算之上，在雲當中具備事件佇列（event queuing）與訊息傳遞系統，這些系統可以處理在各層級中所需要的通訊。一些專家將工業物聯網（IIoT）中的三層分類為邊緣、平台和企業，它們分別透過鄰近網絡、接入網路和服務網路來連接。
美國國家標準暨技術研究院（NIST）對於雲端運算的定義中，將服務模式分為軟體即服務（SaaS）、平台即服務（PaaS）、基礎設施即服務（IaaS）三種。

#### 智慧物聯網（AIoT）
智慧物聯網（AIoT）為物聯網與人工智慧的結合，以實現更高效率的物聯網運作，改善人機交流、增強數據管理和分析。人工智慧可用於將物聯網數據轉化為有用的資訊，以改善決策流程，從而為「物聯網資料即服務」（IoT Data as a Service，IoTDaaS）的模式奠定基礎。
智慧物聯網的出現，對於物聯網與人工智慧兩者均會產生變革，增加彼此之間的價值。因為人工智慧通過機器學習功能，使得物聯網變得更有價值；而物聯網通過連接、訊號和數據交換，使得人工智慧可以獲得更豐富的資料來源。隨著物聯網遍及許多行業，將有越來越多的人為的、以及機器生成的非結構化資料，智慧物聯網可在資料分析中提供有力的支持，在各行各業中創造新的價值。

## 應用

### 消費者應用

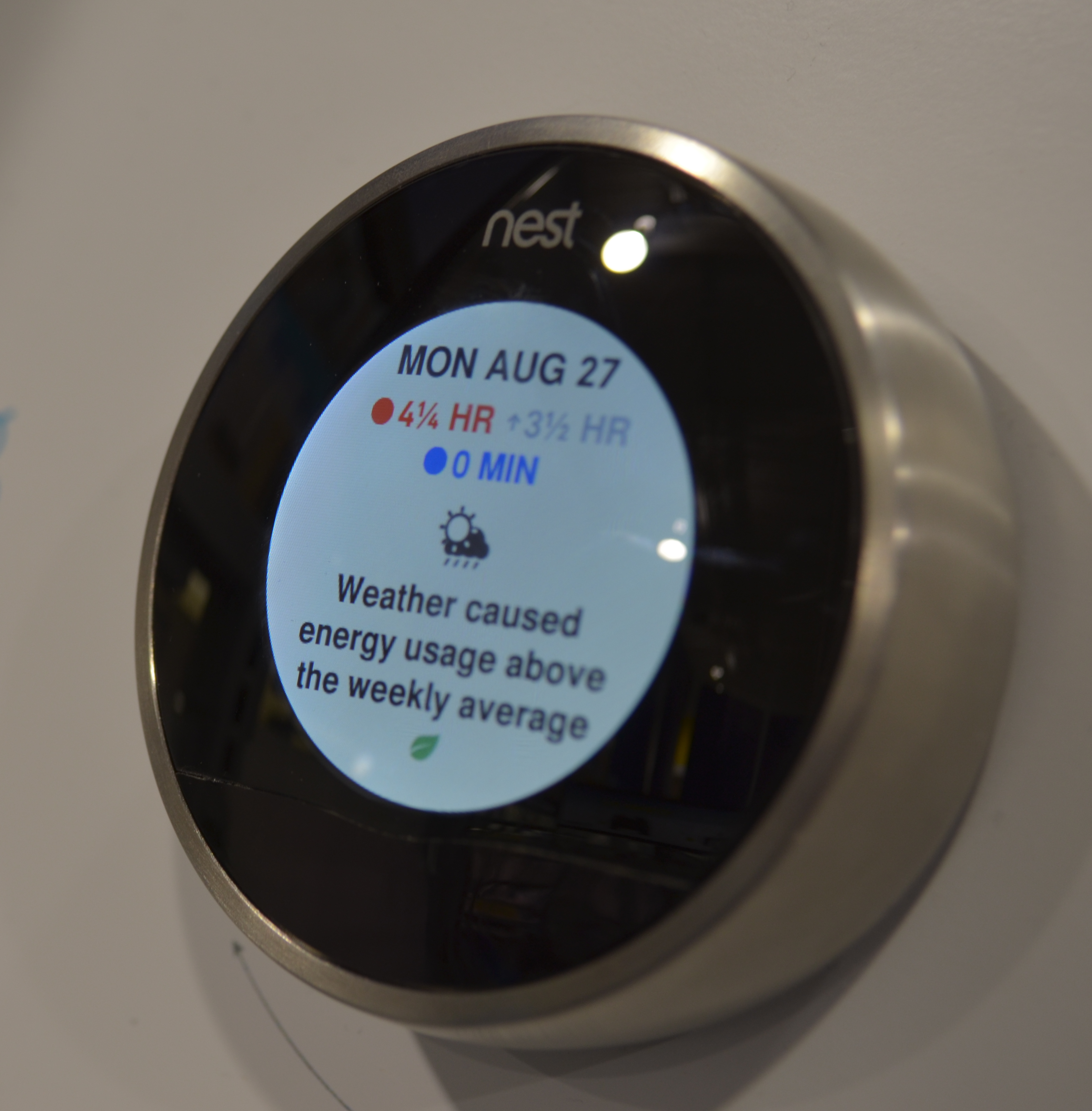
Google Nest的自動調溫器，可報告能源使用和當地天氣情況

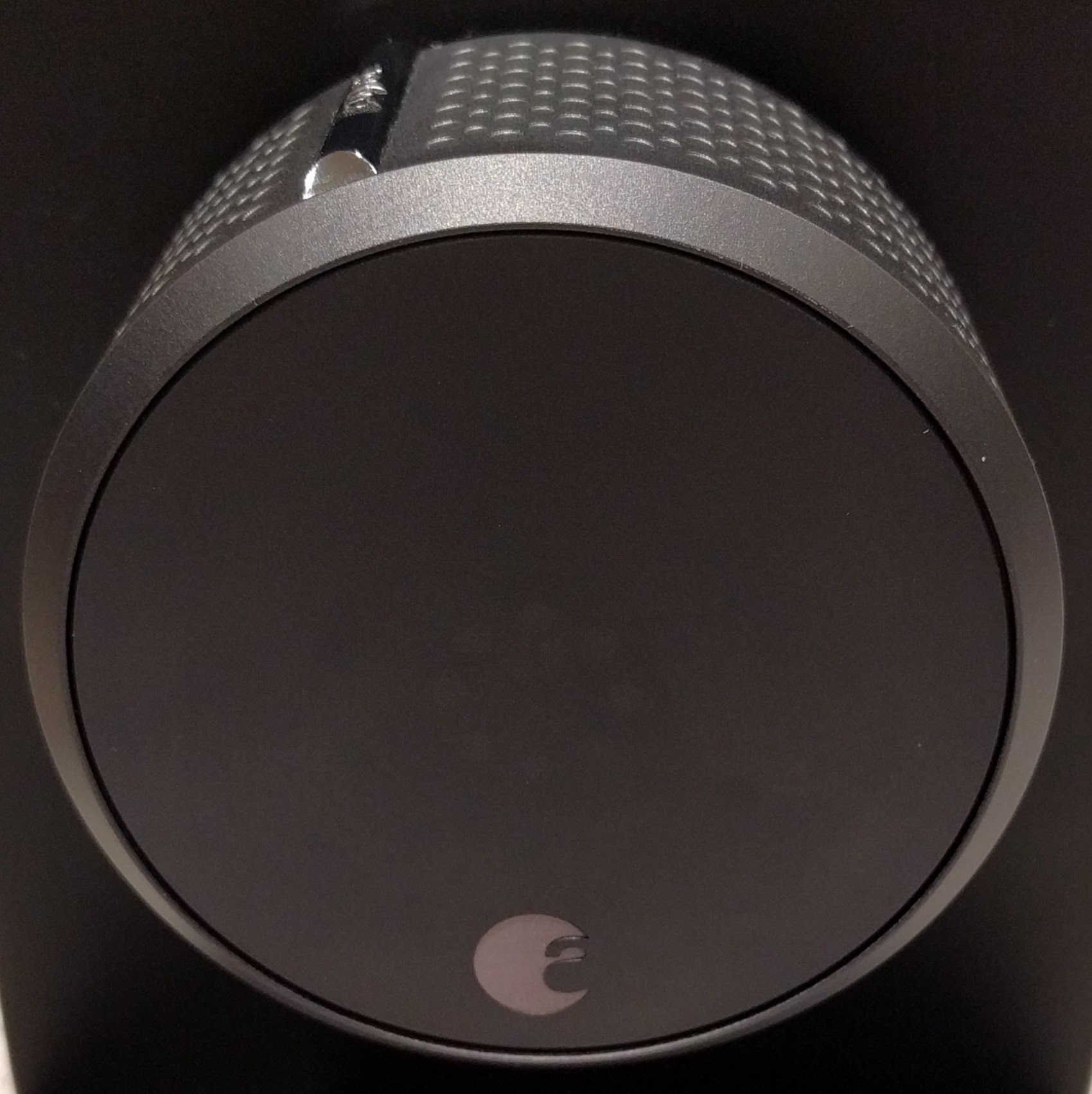
August Home公司的智慧門鎖，支援HomeKit、Google個人助理、Amazon Alexa等多平台

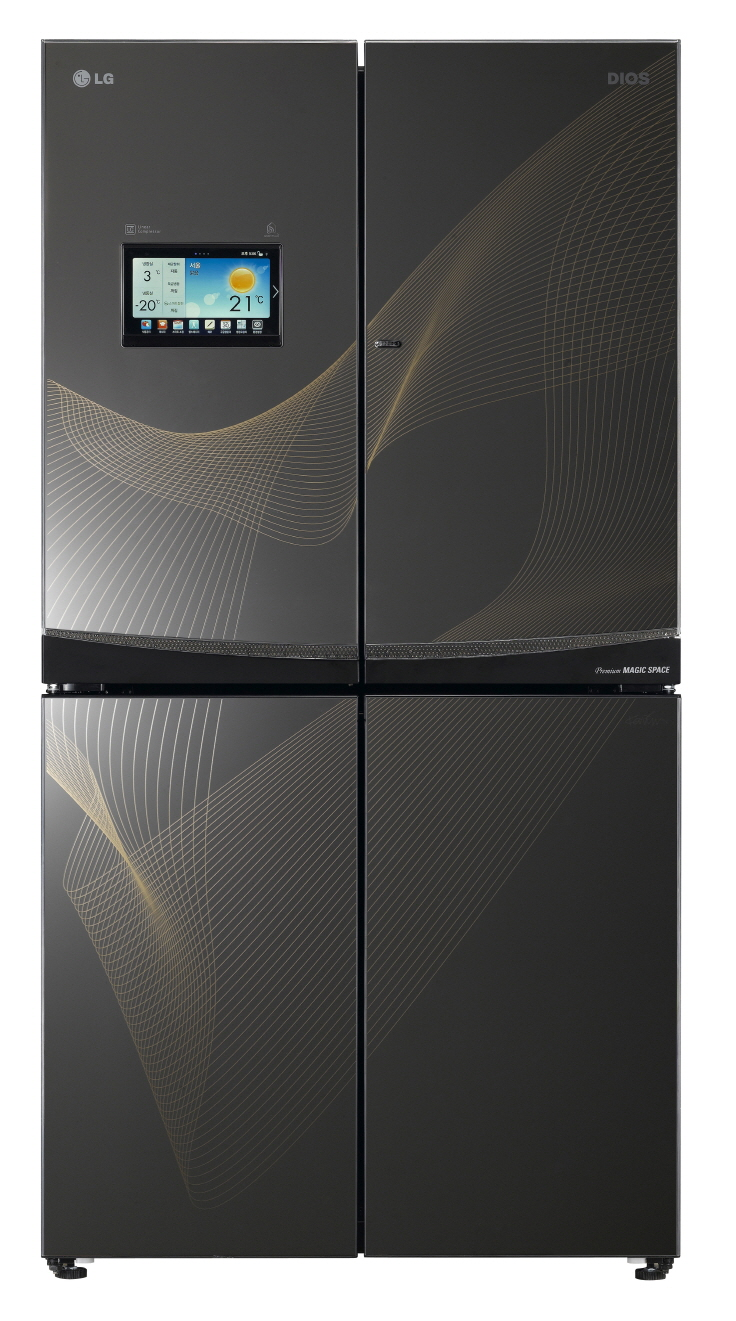
LG的智能冰箱Internet Digital DIOS

有越來越多的物聯網設備可供消費者選用，包括聯網的車輛、家庭自動化、聯網的可穿戴設備、聯網的健康監控設備，以及遠程監控設備。
蘋果公司的HomeKit為該公司之智慧家庭平台，使用者可以透過iPhone、iPad、Apple Watch等設備的APP介面，或是由Siri語音控制支援Apple HomeKit標準的家用設備，如電視、電燈、空調、水龍頭等，目前支援28類設備。其他類似、但功能與範圍不盡相同的產品包括Google的Google Nest與Google個人助理、Amazon的Amazon Echo與Amazon Alexa、三星的SmartThings、小米的小愛同學、聯想的Lenovo Smart Assistant等。另外還有一些開放平臺如OpenHAB、Domoticz等。
另一項主要的應用為輔助老年人與殘疾人士，例如語音控制可以幫助行動不便人士，警報系統可以連接至聽障人士的人工耳蝸，另外還有監視跌倒或癲癇等緊急情況的感測器，這些智慧家庭技術可以提供用戶更多的自由和更高的生活質量。

### 工業應用
物聯網在工業的應用稱為工業物聯網（Industrial internet of things，IIoT）。工業物聯網專注於機器對機器（Machine to Machine，M2M）的通訊，利用大數據、人工智慧、雲端運算等技術，讓工業運作有更高的效率和可靠度。工業物聯網涵蓋了整個工業應用，包括了機器人、醫療設備和軟體定義生產流程等，為第四次工業革命中，產業轉型至工業4.0中不可或缺的一部分。
大數據分析在生產設備的預防性維護中扮演關鍵角色，其核心為網宇實體系統。可透過5C「連接（Connection）、轉換（Conversion）、聯網（Cyber），認知（Cognition）、配置（Configuration）」之架構來設計網宇實體系統，將收集來的數據轉化為有用的資料，並藉以優化生產流程。

### 農業應用
物聯網在農業中的應用包括收集溫度、降水、濕度、風速、病蟲害和土壤成分的數據，並加以分析與運用。這樣的方式稱為精準農業，其利用決策支援系統，將收集來的數據做出精準分析，藉以提高產出的質量和數量，並減少浪費。
2018年8月，豐田通商與微軟、近畿大學水產研究所合作，利用Microsoft Azure的物聯網應用套件，開發出於水產養殖輔助系統。水產養殖為勞力密集的工作，魚苗必須由人工進行分類，以確保每條魚的大小適當且無畸形。藉由輔助系統的導入，可以大幅減輕人力負擔，將有經驗的人移至更高附加價值的工作。

### 商業應用

#### 醫療保健
醫療物聯網（Internet of Medical Things，IoMT）為物聯網應用於醫療保健，包括數據收集、分析、研究與監控方面的應用，用以建立數位化的醫療保健系統。物聯網設備可用於啟用遠程健康監控和緊急情況通知系統，包括簡易的設施如血壓計、可攜式生理監視器，至可監測植入人體的設備，如心律調節器、人工耳蝸等。世界衛生組織規劃利用移動設備收集醫療保健數據，並進行統計、分析，創建「m-health」體系。
由於塑料與電子紡織品製造技術的進步，使得一次性使用的IoMT感測器已達到相當低的成本。對於即時醫療診斷應用的建立，可攜性與低系統複雜性是不可或缺的要素。物聯網在醫療保健的應用，於監測慢性病、以及疾病的預防和控制中產生很大的功用，透過遠端監控，醫院與衛生相關機構可以獲得患者的數據，並可做進一步分析。

#### 交通
物聯網可以幫助整合通訊、控制與資訊處理。物聯網的應用可以擴展至運輸系統個層面，包括載具、基礎設施，以及駕駛人。物聯網組件之間的資訊傳遞，使得載具內以及不同載具之間可以互相通訊，達成智慧交通燈號、智慧停車、電子道路收費系統、物流和車隊管理、主動巡航控制系統，以及安全和道路輔助等應用。
例如，在物流和車隊管理中，物聯網平台可以通過無線感測器持續監視貨物和資產的位置和狀況，並在發生異常事件（延遲、損壞、失竊等）時發送特定警報。這必須借助物聯網與設備之間的無縫連接才可能實現。利用GPS、濕度、溫度等感測器將數據傳送至物聯網平台，隨後對數據進行分析，並將結果傳送給用戶。如此，用戶可以跟踪載具的即時狀態，並做出適當的處置。如果與機器學習結合，還可以進行駕駛睡意偵測，以及提供自動駕駛汽車等來幫助減少交通事故。

### 基礎設施應用
物聯網在基礎設施的運用主要在監視與控制各類基礎設施，例如鐵軌、橋梁，海上與陸上的風力發電廠、廢棄物管理等。透過監視任何事件或結構狀況的變化，以便高效地安排維修和保養活動。
目前全球有數個大規模部署的案例正在進行中，例如韓國松島國際都市。這是一座設備齊全的智慧城市，對於能源使用、交通流量進行精密的控制，各家戶垃圾透過管道集中至廢物處理中心，然後在這裡進行自動分類，與再回收利用。截至2018年6月約70％的商業區已竣工。
西班牙桑坦德為另一個應用案例。這一座人口約18萬的都市，安裝了超過兩萬個感測器，主要應用於三方面：(1) 交通：透過手機APP可以即時獲得停車位資訊，並引導至該處停車；(2) H2O 2.0：可即時獲得用水資訊；(3) 公園智能空間：可隨溫度、濕度調整灑水系統，並檢查公園內垃圾桶的垃圾量。

### 軍事應用
軍事物聯網（Internet of Military Things，IoMT）是物聯網在軍事領域中的應用，目的是偵察、監視與戰鬥有關的目標，主要受到未來將於城市環境中戰鬥影響。軍事物聯網相關領域包括感測器、車輛、機器人、武器、可穿戴式智慧型產品，以及在戰場上相關智慧技術的使用。
戰地物聯網（The Internet of Battlefield Things，IoBT）是一個美國陸軍研究實驗室（ARL）的研究項目，著重研究與物聯網相關的基礎科學，以增強陸軍士兵的能力。2017年，ARL啟動了戰地物聯網協作研究聯盟（Internet of Battlefield Things Collaborative Research Alliance，IoBT-CRA），建立了產業、大學和陸軍研究人員之間的工作合作關係，以推展物聯網技術及其在陸軍作戰中的應用的理論基礎。

## 批評、問題與爭議

### 安全性
安全性是物聯網應用受到各界質疑的主要因素，質疑之處在於物聯網技術正在快速發展中，但其中涉及的安全性挑戰，與可能需要的法規變更等，目前均相當欠缺。
物聯網面對的大多數技術安全問題類似於一般伺服器、工作站與智慧型手機，包括密碼太短、忘記更改密碼的預設值、設備之間傳輸採用未加密訊號、SQL注入、未將軟體更新至最新版本等。另外，由於多數物聯網設備計算能力相當有限，無法使用常見的安全措施例如防火牆、或是高強度的密碼；許多物聯網設備因為價格低廉，因此無法有人力與經費支持，將軟體更新至最新版本。
安全性較差的物聯網設備可能被當作跳板以攻擊其他設備。2016年時發生惡意程式Mirai（辭源：日文「未來」）感染物聯網設備，以分散式阻斷服務攻擊（DDoS）攻擊DNS伺服器與許多網站。在20小時內，Mirai感染了大約65,000台物聯網設備，最終感染數量為20~30萬台。感染設備之國家分布以巴西、哥倫比亞和越南居前三位，設備包括數位視訊錄影機、網路監控攝影機、路由器、印表機等，以廠商區分依序為大華股份、華為、中興通訊、思科、合勤。2017年5月，Cloudflare的計算機科學家Junade Ali指出，由於發布/訂閱（Publish–subscribe pattern）的不當設計，許多物聯網設備存在DDoS漏洞。利用這些漏洞的將物聯網設備作為跳板的攻擊，是互聯網服務的真正威脅。
產業界對各界質疑安全性問題做出了回應，「物聯網安全基金會」（IoTSF）於2015年9月23日成立，期藉由倡導知識與最佳實踐使得物聯網更加安全。此外，一些公司也推出創新解決方案，以確保物聯網設備的安全性。2017年，Mozilla公司推出了「Project Things」，該項目可以通過安全的「Web of Things」閘道器與物聯網設備建立加密連線。美國資訊安全專家布魯斯·施奈爾（Bruce Schneier）認為將物聯網納入政府監管業務是有必要的，以確保產業界生產的物聯網設備可以遵守安全規範，以及出事的時候有人負責。

### 平台分散
物聯網的一大問題為平台分散、跨平台之可操作性低，以及欠缺通用技術標準。物聯網設備種類繁多，以及硬體與在其上運作的軟體之間的差異，使得開發系統時，各應用程序保持一致變得很困難。
物聯網無定形（amorphous）的計算特性往往會造成安全性問題，因為在核心操作系統中發現的錯誤修補，通常無法涵蓋較早期且入門級的設備，一組研究人員表示，設備供應商未能通過修補程式和更新支持較舊的設備，導致超過87%的現行Android設備容易受到攻擊。